# Alliancen (fodbold)
 For alternative betydninger, se Alliancen. (Se også artikler, som begynder med Alliancen)
Alliancen, officielt Fodboldsammenslutningen Alliancen, er en organisation i dansk fodbold, der fra 1940 og frem havde til formål at arrangere internationale fodboldkampe med dansk deltagelse, både i Danmark og i udlandet. Til disse kampe blev der sammensat et hold bestående af spillere fra organisationens medlemsklubber og undertiden også andre inviterede spillere. Alliancens storhedstid varede op til 1960'erne, hvor de officielle europæiske klubturneringer efterhånden sikrede, at der blev spillet internationale kampe ud over på landsholdsniveau.

## Historie
Tidligt fandtes en lignende organisation, Stævnet, der blev oprettet allerede i 1904. Stævnet havde primært de største københavnske klubber som medlemmer, og nogle af de mindre klubber ønskede også at konkurrere med udenlandske klubber. Dette førte til oprettelsen af Alliancen, som var en direkte konkurrent til Stævnet. Alliancen favnede lidt bredere end Stævnet og lod således også klubber, der ikke var i bedste række, være medlemmer. Dette førte til, at nogle klubber skiftede lidt mellem de to organisationer, når de rykkede op og ned.
I begyndelsen af Alliancens levetid var der hård konkurrence med Stævnet, men efterhånden fandt de to organisationer ud af at samarbejde, og der blev både afholdt kampe mellem hold fra de to organisationer samt fælles arrangementer med deltagere for begge organisationer. Alliancen drog desuden på længere ture, hvor de spillede flere kampe. Tre ture (1954, 1959 og 1971) gik til Sovjetunionen og to ture gik til Tyrkiet (1953 og 1971).
I organisationens storhedstid var Alliancens kampe ofte med til at lade talenter få chancen i større kampe, og mange gange blev spillere, der gjorde det godt for Alliancen senere udtaget til A- eller B-landsholdet. Det gjaldt især i kampene mellem Alliancen og Stævnet.
Blandt de udenlandske hold, Alliancen spillede mod, kan nævnes Juventus, Dynamo Moskva, Vasco da Gama, Eintracht Frankfurt, Sparta Rotterdam, Arsenal samt landshold fra Japan, Brasilien og Argentina.
Da behovet for internationale venskabskampe svandt ind, og Stævnet også blev nedlagt, fortsatte Alliancen med at eksistere, men lagde vægt på andre aktiviteter. Således arrangerede organisationen i samarbejde med Tipsbladet i 1970'erne fodboldrejser til kampe i nogle af Europas store ligaer. Desuden blev der lagt mere vægt på ungdomsfodbold samt kvindefodbold, hvor Alliancen arrangerede stævner for disse grupper.

## Medlemsklubber
Følgende klubber har været medlem af Alliancen:
- HIK (1940- )
- B 1908 (1940-49)
- Fremad Amager (1940-49)
- KFUM (1940- )
- ØB (1940-49)
- Køge Boldklub (1947-55)
- Brønshøj Boldklub (1949- )
- Skovshoved IF (1947-55)
- Vanløse IF (1956- )
- Næstved Boldklub (1957- )
- Esbjerg fB (1965-1980)

Udover spillere fra medlemsklubberne inviterede Alliancen også spillere fra andre klubber med på nogle af deres ture, fx AGF, B 1909, OB og B 1921.
I 2015 ved organisationens 75 års jubilæum var der fem medlemsklubber:
- HIK
- KFUM
- Brønshøj
- Vanløse
- Næstved